# Museum Stadt Miltenberg

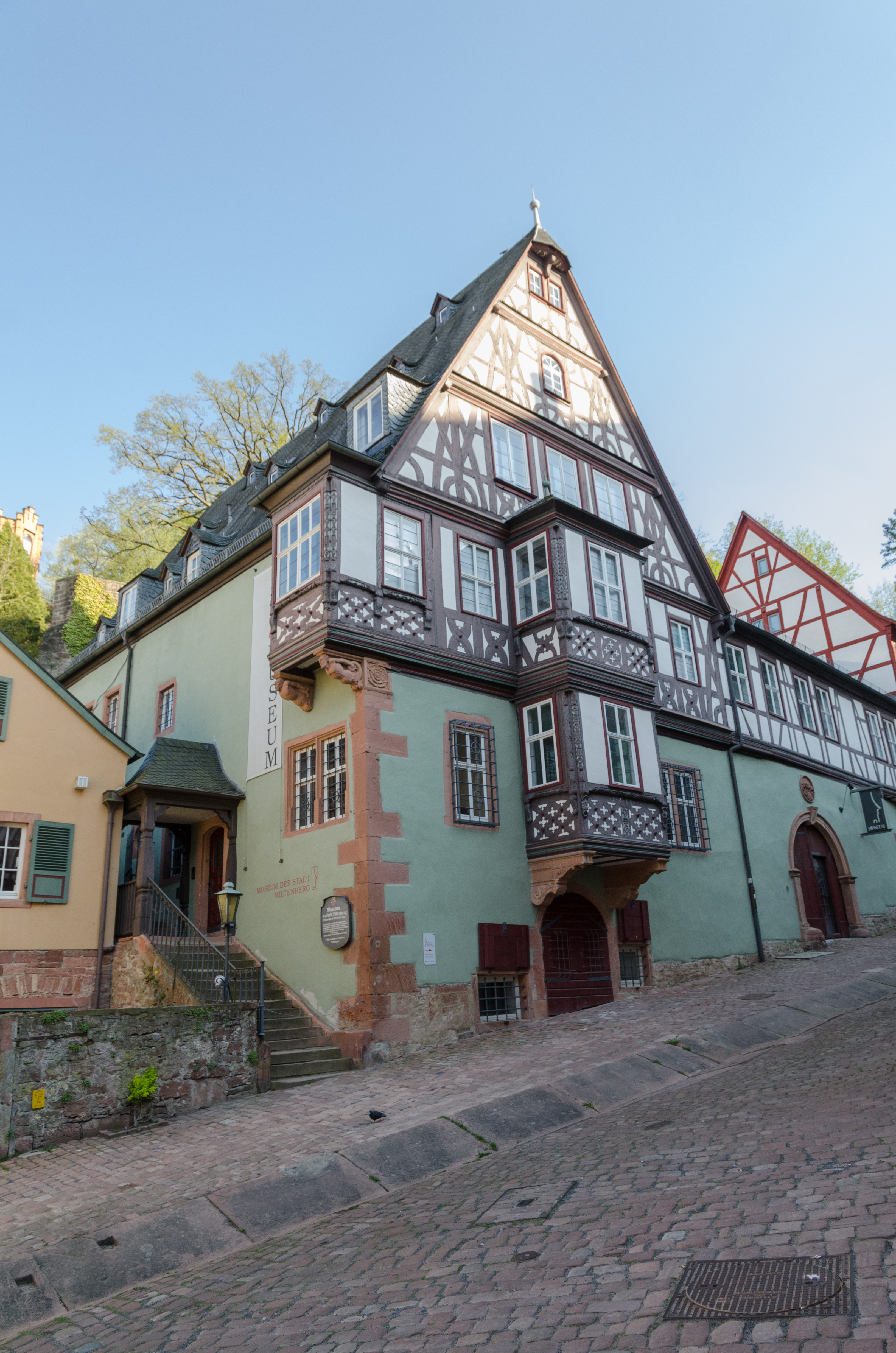
Gebäude des Museums Stadt Miltenberg

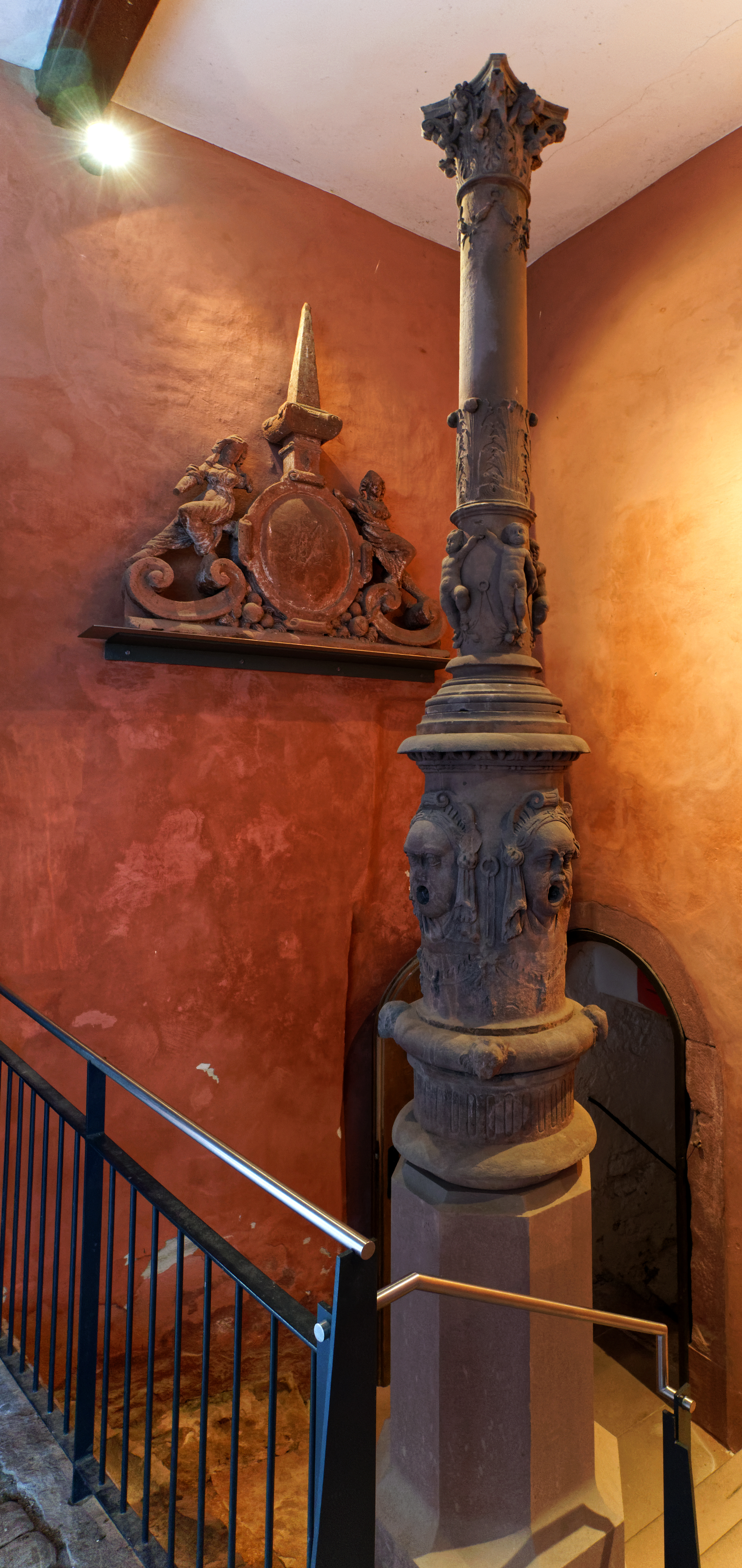
Pestsäule im Museum Stadt Miltenberg

Das Museum Stadt Miltenberg befindet sich im „Haus Miltenberg“, einem Gebäude mit reich verzierten Renaissance-Erkern am  Schnatterloch in Miltenberg. Für seine Konzeption und Präsentation wurde dem Museum 1999 der Bayerische Museumspreis zuerkannt.
Das Museum Stadt Miltenberg und das Museum Berg Miltenberg sind die Museen der Stadt Miltenberg, ihre Ausstellungen sind thematisch aufgeteilt.

## Gliederung
Das Museum ist in die folgenden Bereiche thematisch gegliedert:
- Geschichte(n) des Hauses
- Die Römerzeit
- Entstehung Miltenbergs
- Bayerische Zeit
- „Glaubens Sache“ (Sammlung von Judaica, christlicher Kunst und Volkskunst)
- Vom Alltag (Fischerei, Schifffahrt, Hafnerei, inklusive der Spielzeugsammlung Schildhauer)
- Heimatstube (Heimatkreis Stadt und Kreis Dux, Informationen zur Partnerstadt)
- Galerie (Sammlung Miltenberger Ansichten, sowie Bilder von Malern, die in Miltenberg gelebt haben)

## Dauerausstellungen
Die Dauerausstellung ist der historisch-kulturellen Entwicklung Miltenbergs und seiner Region sowie dem Leben seiner Bewohner gewidmet. Unter dem Leitmotiv „Leben und Arbeiten in einer bürgerlichen Stadt“ werden Zimmereinrichtungen verschiedener Zeitschnitte und Ausstellungen zu den früher wichtigsten Broterwerben in Miltenberg vorgestellt. Außerdem sind in einer Spielzeugsammlung Eisenbahnen, Dampfmaschinen und Baukästen zu sehen. Höhepunkte der Ausstellung sind der Toragiebel aus dem ältesten noch erhaltenen Synagogenbau Deutschlands, ein römischer Paradeschildbuckel, gotische Steinplastiken sowie Gold- und Silbermünzen aus der mittelalterlichen Geschichte der Stadt und die Inszenierung einer Landwehrkapelle mit originalen Instrumenten aus dem frühen 19. Jahrhundert. 
Außenstellen des Museums zeigen eine Mikwe (rituelles Bad) der früheren jüdischen Gemeinde Miltenbergs in der Löwengasse und einen römischen Töpferofen im Caritas-Altenheim nahe dem Würzburger Tor, der dort bei Bauarbeiten geborgen wurde.